# Bobare
Bobare is een plaats in de gemeente Okučani in de Kroatische provincie Brod-Posavina. De plaats telt 20 inwoners (2001).